# Teoria da Complexidade Derivacional
Em Psicolinguística, A Teoria da Complexidade Derivacional (ou DTC - Derivational Theory of Complexity) foi uma teoria psicolinguística — do processamento de frases — baseada na teoria transformacional de Chomsky. A Teoria da Complexidade Derivacional propunha que a maior complexidade das transformações, descritas pela teoria linguística, implicaria — de forma diretamente proporcional — numa maior demanda cognitiva, consequentemente, isto refletiria nos resultados comportamentais dos testes psicolinguísticos (e.g. o aumento no tempo de resposta).
Pode se considerar que a relevância da DTC — apesar desta ter sido superada — foi em unir a Linguística Teórica com o método experimental, por ter sido um dos primeiros modelos do processamento de frases e por “gerar” a distinção entre competência e desempenho.